# Dicranella mayorii
Dicranella mayorii là một loài rêu trong họ Dicranaceae. Loài này được Broth. & Irmsch. mô tả khoa học đầu tiên năm 1914.